# Slag bij de Lycus
De Slag bij de Lycus werd in 66 v.Chr. uitgevochten tussen de Romeinse legioenen van Pompeius Magnus en de Pontische strijdkrachten van koning Mithridates VI van Koninkrijk Pontus.

## Aanloop
Tijdens de veldtocht van Lucius Licinius Lucullus in Armenië kreeg Mithridates de tijd om zijn verloren gebieden te heroveren en ook Cappadocië weer bij zijn rijk te voegen. De overwinning die Mithridates VI van Pontus boekte tijdens de slag bij Zela op Gaius Valerius Triarius zorgde ervoor dat er in Rome wat onvrede ontstond over de aanpak van Lucullus. De volkstribuun Gaius Manilius zorgde er in zijn Lex Manilia ervoor dat Lucullus het opperbevel moest overdragen aan Pompeius Magnus. In Galatië ontmoetten de beide veldheren elkaar en werd het opperbevel overgedragen. Ondanks de plunderingen van Mithridates in de regio wist Pompeius zijn leger zonder aanzienlijke verliezen om de Pontische koning in te halen. Bij de rivier de Lycus in de regio van Ionië vonden de twee legers elkaar.

## De slag
Algauw begonnen de Romeinen het Pontische kamp te belegeren. Tegen het advies van zijn adviseurs in stelde Mithridates in de nacht vier cohorten in de bossen op. In de ochtend begon de veldslag met een grote charge van de Romeinse cavalerie. Veel van de ongetrainde soldaten sloegen op de vlucht en werden tijdens hun vlucht neergeslagen door de Romeinse zwaarden. Het slecht georganiseerde Pontische leger viel daardoor al snel ten prooi aan het gedisciplineerde leger van Pompeius. De Romeinen wisten het Pontische kamp binnen te dringen en in totaal 10.000 Pontische strijdkrachten te doden.

## Nasleep
Opnieuw wist Mithridates samen met zijn loyale echtgenote Hypsicratea te ontsnappen aan het slagveld. Dit keer vluchtte hij naar het Bosporuskoninkrijk waar zijn zoon Pharnaces koning was. Deze weigerde zijn vader te hulp te schieten met een nieuw leger, waarop Mithridates uit wanhoop zich liet vallen op zijn eigen zwaard. Na de dood van Mithridates lijfde Pompeius het Koninkrijk Pontus in als provincie van het Romeinse Rijk. Na zijn hervormingen in Asia marcheerde hij zuidwaarts om ook Syria en Judea onder Romeins gezag te krijgen.